# Ракеджян, Ванесса
Ване́са Ракеджя́н (арм. Վանէսա Ռաքէջյան, фр. Vanesa Rakedzhyan, 31 июля 1976, Марсель, Франция) — армянская горнолыжница. Участница зимних Олимпийских игр 2002 года.

## Биография
Ванеса Ракеджян родилась 31 июля 1976 года во французском городе Марсель.
В 2002 году вошла в состав сборной Армении на зимних Олимпийских играх в Солт-Лейк-Сити. В слаломе заняла 29-е место, показав по сумме двух заездов результат 1 минута 59,12 секунды и уступив 13,02 секунды победительнице Янице Костелич из Хорватии. В гигантском слаломе заняла предпоследнее, 47-е место, показав по сумме двух заездов результат 3.03,71 и уступив 33,70 секунды также завоевавшей золото Костелич. Была знаменосцем сборной Армении на церемонии закрытия Олимпиады.
На момент включения в олимпийскую сборную Армении жила во Франции. Первая и одна из двух женщин, представлявших Армению на Олимпиаде в горнолыжном спорте.